# 德钦薹草
德钦薹草（学名：Carex deqinensis）为莎草科薹草属的植物，是中国的特有植物。分布在中国大陆的云南省等地，生长于海拔2,900米至3,300米的地区，一般生于杂木林下，目前尚未由人工引种栽培。